# Zakerana teraiensis
Espèce
Synonymes
- Rana teraiensis Dubois, 1984
- Fejervarya teraiensis (Dubois, 1984)

Statut de conservation UICN

 LC  : Préoccupation mineure
Zakerana teraiensis est une espèce d'amphibiens de la famille des Dicroglossidae.

## Répartition
Cette espèce se rencontre :
- en Inde, dans les États du Sikkim, d'Assam, du Meghalaya, d'Arunachal Pradesh, du Nagaland, du Manipur, du Mizoram et du Tripura jusqu'à 2 440 m d'altitude ;
- dans le sud du Népal, en dessous de 500 m d'altitude ;
- dans le sud-est du Bangladesh.

Sa présence est incertaine en Birmanie.

## Étymologie
Son nom d'espèce, composé de terai et du suffixe latin -ensis, « qui vit dans, qui habite », lui a été donné en référence au lieu de sa découverte, le Terraï.

## Publication originale
- Dubois, 1984 : Miscellanea nomenclatorica batrachologica (V). Alytes, vol. 3, fasc. 3, p. 111-116.